# Réseau d'Utrecht

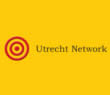
Logo du réseau d'Utrecht.

Le réseau d'Utrecht est un groupement de coopérations inter-universitaires en Europe. Ses modes d'actions sont :
- les écoles d'été thématiques universitaires
- la mobilité étudiante en Europe
- les cursus pédagogiques et les diplômes conjoints en Europe
- les coopérations de recherche et la mobilité des doctorants et chercheurs entre laboratoires associés.

## Universités membres du réseau d'Utrecht
Autriche
- Université de Graz

 Belgique
- Université d'Anvers

 Tchéquie
- Université Masaryk

 Danemark
- Université d'Aarhus

 Estonie
- Université de Tartu

 Finlande
- Université de Helsinki

 France
- Université de Lille
- Université de Strasbourg

 Allemagne
- Université de Bochum
- Université de Leipzig

 Grèce
- Université Aristote de Thessalonique

 Hongrie
- Université Loránd Eötvös

 Islande
- Université d'Islande

 Irlande
- University College Cork

 Italie
- Université de Bologne

 Lettonie
- Université de Lettonie

 Lituanie
- Université de Vilnius

 Malte
- Université de Malte

 Pays-Bas
- Université d'Utrecht

 Norvège
- Université de Bergen

 Pologne
- Université Jagellonne, Cracovie

 Portugal
- Université de Coimbra

 Roumanie
- Université Alexandru Ioan Cuza

 Slovaquie
- Université Comenius, Bratislava

 Slovénie
- Université de Ljubljana

 Espagne
- Université Complutense de Madrid

 Suisse
- Université de Bâle

 Royaume-Uni
- Queen's University Belfast
- University of Hull

 Turquie
- Université du Bosphore